# Tarqeq (satélite)
Tarqeq (pronunciado [ˈtɑrkeɪk] TAR-kayk), también conocido como Saturno LII (designación provisional S/2007 S 1) es una satélite natural de Saturno. Su descubrimiento fue anunciado por un equipo de astrónomos encabezado por Scott S. Sheppard el 13 de abril de 2007, mediante observaciones tomadas entre el 5 de enero de 2006 y el 22 de marzo de 2007.
Su semieje mayor es de 17.910,6 millones de kilómetros y orbita a Saturno en 894,86 días a una inclinación de 49,9° respecto a la eclíptica (49,77° del ecuador de Saturno), en dirección retrógrada y con una excentricidad orbital de 0,1081. Su diámetro aproximado es de 7 kilómetros.
Es un miembro del grupo Inuit de satélites irregulares. 
Fue nombrado como Tarqeq, el dios de la luna según la mitología inuit.